# سوزي سكانلان
سوزي سكانلان (بالإنجليزية: Susie Scanlan)‏ هي مبارزة بالسيف أمريكية، ولدت في 4 يونيو 1990 في ساوث سانت بول في الولايات المتحدة.

## وصلات خارجية
- سوزي سكانلان على موقع الاتحاد الدولي للمبارزة (الإنجليزية)
- سوزي سكانلان على موقع أوليمبيديا (الإنجليزية)